# جويل كوهن (موسيقي)
جويل كوهن (بالإنجليزية: Joel Cohen)‏ هو موسيقي أمريكي، ولد في 1942.
حصل كوهن سنة 1999 على جائزة أديسون للموسيقى الكلاسيكية بهولندا مقابل عمل يمزج بين الموسيقى الأندلسية والموسيقى الأوروبية في زمن القرون الوسطى بمعية الفنان المغربي محمد بريول.

## وصلات خارجية
- جويل كوهن على موقع ميوزك برينز (الإنجليزية)
- جويل كوهن على موقع أول ميوزيك (الإنجليزية)
- جويل كوهن على موقع ديسكوغز (الإنجليزية)